# Hedmark
Hedmark je historické území a do roku 2019 i územněsprávní jednotka v jihovýchodní či východní části Norska (norsky fylke). Správním centrem území bylo město Hamar. Počet obyvatel dosáhl roku 2015 čísla 195 153. Rozloha kraje byl 27 398 km². 1. ledna 2020 vznikl kraj Innlandet sloučením dvou do té doby samostatných krajů Oppland a Hedmark. K reorganizaci územního uspořádání došlo na základě rozhodnutí norského parlamentu (Stortinget) ze dne 8. června 2017, jehož důsledkem byla redukce počtu územněsprávních jednotek z devatenácti na jedenáct.
Hedmark hraničil s fylkery Akershus, Trøndelag a Oppland. A také sousedil se švédskými kraji Värmland a Dalarna.
V Hedmarku jsou dobře známá města Hamar, Kongsvinger, Elverum a Tynset. Hedmarka je jednou z nejméně urbanizovaných krajů v Norsku. Více než polovina obyvatel žije na venkově. Osídlení je soustředěno především do zemědělských oblastí přiléhajících k jezeru Mjøsa a obecně na jihozápadu. Lesy kraje jsou významným zdrojem norského dřeva. Klády jsou plaveny po Glommě k pobřeží.

## Dějiny
V raném vikinském období před Haraldem Krásnovlasým byl Hedmark malým královstvím.

## Obce
- Alvdal
- Eidskog
- Elverum
- Engerdal
- Folldal
- Grue
- Hamar
- Kongsvinger
- Løten
- Nord-Odal
- Os
- Rendalen
- Ringsaker
- Stange
- Stor-Elvdal
- Sør-Odal
- Tolga
- Trysil
- Tynset
- Våler
- Åmot
- Åsnes